# Magistratura
Magistratura – zespół urzędów w starożytnym Rzymie.
Zasady magistratur:
- wybieralność urzędników
- kadencyjność – na ogół pełniono funkcję przez jeden rok;
- kadencji nie przedłużano – albo urzędnik awansował, albo był usuwany;
- urzędy były pełnione kolegialnie;
- urząd był honorowy – nie pobierano pensji, stąd przy powoływaniu obowiązywał cenzus majątkowy.

Magistratury dzieliły się na:
- wyższe – posiadały imperium – władzę nad życiem i godnością obywatela;
- niższe – posiadały potestas – władzę w zakresie obowiązków.